# Rebelde Way (Temporada 1)
La primera temporada de Rebelde Way es la entrega inicial de la telenovela juvenil argentina creada y producida por Cris Morena. Se emitió en Argentina entre el 27 de mayo y el 5 de diciembre de 2002 por Azul Televisión —canal que en agosto de ese año pasó a llamarse Canal 9—. Fue realizada por Cris Morena Group en coproducción con Yair Dori International y contó con 139 episodios, transmitidos de lunes a viernes a las 20:00 horas, con un promedio general de 15 puntos de audiencia.
Esta temporada presentó a los personajes principales y sentó las bases de la trama, ambientada en el ficticio Elite Way School, un colegio privado para alumnos de clase alta y becados destacados con talento académico o deportivo. Los conflictos juveniles, la música y las historias de amistad y romance fueron ejes centrales. La producción alcanzó gran popularidad en Argentina y en varios países de Latinoamérica, y también en Israel, Rusia, Grecia y España, convirtiéndose en un fenómeno juvenil que impulsó la carrera del elenco principal, Luisana Lopilato, Camila Bordonaba, Benjamín Rojas y Felipe Colombo, quienes además integraron la banda musical Erreway.

## Trama
El Elite Way School es un prestigioso colegio semiinternado de renombre internacional, donde adolescentes de clase alta reciben una educación de alto nivel que los prepara para un futuro brillante. El establecimiento también ofrece un programa de becas para jóvenes de bajos recursos con excelente rendimiento académico. Sin embargo, pocos becados logran graduarse, ya que son perseguidos por una sociedad secreta llamada "La Logia", cuyo objetivo es preservar la exclusividad y la “pureza” de la élite privilegiada.
Entre los estudiantes se encuentran Mía Colucci (Luisana Lopilato), Marizza Pía Spirito (Camila Bordonaba), Pablo Bustamante (Benjamín Rojas) y Manuel Aguirre (Felipe Colombo). Cuatro jóvenes con personalidades muy distintas que, a pesar de sus diferencias sociales y personales, descubrirán algo que los unirá por encima de todo: su gran amor por la música. Los otros alumnos de tercer año incluyen a Felicitas Mitre, Victoria Paz, Guido Lassen, Tomás Ezcurra, Pilar Dunoff, Luna Fernández, Lujan Linares, Marcos Soria Aguilar, Nicolás Provenza y Joaquín Arias.
Mía es hija del reconocido empresario de la moda Franco Colucci (Martín Seefeld). Es popular, alegre y extrovertida, pero su mundo se tambalea cuando empieza a sentir algo por Manuel, un becado que inicialmente desprecia. Marizza es hija de la famosa actriz Sonia Rey (Catherine Fulop). Rebelde, directa y sin filtros, mantiene una relación complicada con su madre, marcada por discusiones y competencias constantes. Manuel proviene de México y llega al colegio gracias a una beca, aunque en realidad su objetivo es vengar la muerte de su padre, a quien cree que Franco Colucci arruinó. Su vida cambia radicalmente al enamorarse de Mía. Pablo, hijo del influyente político Sergio Bustamante (Boy Olmi), fue criado para seguir los pasos autoritarios de su padre, aunque en el fondo busca su propio camino.
Estos estudiantes, junto a sus compañeros, vivirán experiencias inolvidables en un entorno elitista donde el poder, la imagen y las posesiones materiales son sobrevalorados. Unidos por la música, formarán la banda clandestina Erreway y lucharán por romper las barreras sociales, defender sus ideales y vivir el amor en libertad, mientras intentan desenmascarar a "La Logia" y sobrevivir a la presión académica y social del Elite Way School.

## Elenco
| Actor/Actriz                | Personaje                     | Rol                                  |
| --------------------------- | ----------------------------- | ------------------------------------ |
| Luisana Lopilato            | Mia Colucci Cáceres           | Alumna                               |
| Camila Bordonaba            | Marizza Pía Spirito Rey       | Alumna                               |
| Benjamin Rojas              | Pablo Bustamante              | Alumno                               |
| Felipe Colombo              | Manuel Aguirre                | Alumno                               |
| Catherine Fulop             | Sonia Rey                     | Madre de Marizza                     |
| Fernán Mirás                | Santiago Mansilla             | Profesor de Ética                    |
| Boy Olmi                    | Sergio Bustamante             | Padre de Pablo                       |
| Irene Almus                 | Ayerza                        | Profesora                            |
| Paula Pourtale              | Mora Ortiz                    | Madre de Pablo                       |
| Héctor Malamud              | Cosme Lassen                  | Padre de Guido                       |
| Carlos Velásquez            | Marcelo Melingo               | Profesor de Economía                 |
| María Rojí                  | Gloria                        | Secretaria                           |
| Susana Ortiz                | Sandra Fernández              | Tía de Luna                          |
| Hilda Bernard               | Hilda Acosta                  | Profesora                            |
| Georgina Mollo              | Luna Fernández                | Alumna                               |
| Diego Mesaglio              | Guido "Café" Lassen           | Alumno                               |
| Victoria Maurette           | Victoria "Vico" Paz           | Alumna                               |
| Ángeles Balbiani            | Felicitas "Feli" Mitre        | Alumna                               |
| Jazmín Beccar Varela        | Lujan Linares                 | Alumna                               |
| Diego García                | Marcos Soria Aguilar          | Alumno                               |
| Guillermo Santa Cruz        | Nicolás "Nico" Provenza       | Alumno                               |
| Jorge Maggio                | Tomás Ezcurra                 | Alumno                               |
| Micaela Vázquez             | Pilar Dunoff                  | Alumna                               |
| Malena Solda                | Renata Miguenz                | Profesora                            |
| Pablo Heredia               | Ricardo Fara Jr./Blas Heredia | Preceptor                            |
| Belén Scalella              | Belén Menéndez Pacheco        | Alumna                               |
| Lucía Chouhy                | Lucía "Luli"                  | Alumna                               |
| María Fernanda Neil         | Fernanda Peralta Ramos        | Alumna                               |
| Federico Wynen              | Federico "Fede"               | Alumno                               |
| Santiago Vega Olmos         | Sebastián "Sebas" Ibarra      | Alumno                               |
| Diego Child                 | Diego Urcola                  | Alumno                               |
| Gastón Grande               | Joaquín Arias Parrondo        | Alumno                               |
| Horacio Diana               | Peter                         | Chofer de Franco                     |
| Luciana Ramos               | Pepa "Pepita"                 | Asistente de Sonia                   |
| Agustín Sierra              | Nacho                         | Niño a cargo de Marizza/Pepa         |
| Nadia di Cello              | Florencia "Flor" Fernández    | Hermana de Luna                      |
| Carolina "Pampita" Ardohain | Lulu                          | Profesora de Coreo                   |
| Carolina Vespa              | Claudia                       | Profesora de Ingles y Madre de Pilar |
| Anahí Martella              | Ramona                        | Madre de Guido                       |
| Coni Marino                 | Dolores Mitre                 | Madre de Felicitas                   |
| María Rosa Frega            | Ana "Anita" Provenza          | Madre de Nicolás                     |
| Fito Yanelli                | Ernesto Provenza              | Padre de Nicolás                     |
| Rubén Green                 | Mauricio Rossen               | Padre de Tatiana y Dueño del Boliche |
| Adriana Salonia             | Mercedes Leguizamon           | Novia de Franco                      |
| Aldo Pastur                 | Gustavo Aguilar               | Padre de Marcos                      |
| Claudia Cárpena             | Silvia                        | Madre de Marcos                      |
| Daniela Nirenberg           | Tatiana Rossen                | Novia de Nicolás                     |
| Ignacio Borderes            | Facundo Ferrara               | Amigo de Pablo y Novio de Marizza    |
| Luciano Urbani              | Preceptor                     | Preceptor del Elite Way School       |
| Rodrigo Guirao Díaz         | Matías                        | Primo de Tatiana                     |
| Sabrina Garciarena          | Luz Leguizamon                | Hermana de Mercedes                  |
| Gabriela Rogala             | Julieta                       | Alumna de 5° Año y Novia de Manuel   |
| Paul Buquet                 | Rodrigo                       | Alumno y Jefe de la Logia            |
| Catalina Olivieri           | Cata                          | Buffetera                            |
| Agustina Dantiacq           | Paula Ríos                    | Ex amante de Sergio y Novia de Pablo |
| Nicolás Roitberg            | Augusto Paz                   | Hermano de Vico                      |
| Esteban Pérez               | Simón                         | Fotógrafo y Corredor de picadas      |

## Banda sonora
La primera temporada de Rebelde Way contó con una banda sonora oficial que resultó clave para su éxito y construcción narrativa, el álbum Señales, lanzado por el grupo musical Erreway (formado por Luisana Lopilato, Camila Bordonaba, Benjamín Rojas y Felipe Colombo) el 29 de julio de 2002 en Argentina, publicado por Sony Music/Cris Morena Group. Producido por Cris Morena junto a Carlos Nilson, el disco combina géneros como pop, teen pop y pop rock con letras centradas en la rebeldía, la amistad y el amor adolescente, reflejando los temas principales de la serie.
Desde su lanzamiento, Señales fue un éxito comercial, debutó en el puesto #1 en el ranking argentino CAPIF y fue certificado quíntuple disco de platino en Argentina por superar las 300.000 copias vendidas. En su primera semana vendió más de 80.000 unidades, lo que le valió doble platino inmediato. A nivel internacional, el álbum alcanzó cifras estimadas de más de un millón de copias vendidas en su conjunto en América Latina, Israel y Europa.
Los seis sencillos promocionales fueron también utilizados como parte de la banda sonora de la serie: “Sweet Baby”, “Bonita de Más”, “Resistiré”, “Inmortal”, “Amor de Engaño” y “Será Porque Te Quiero”, y se posicionaron como hits en Argentina, Israel y España. El corte de difusión “Sweet Baby” alcanzó el #1 en MTV Argentina y en Los 40 Principales, impulsando la popularidad del disco.
Musicalmente, el álbum sirvió como extensión emocional de la serie, canciones como “Resistiré” reforzaban los temas de rebeldía juvenil, “Amor de Engaño” apoyaba los conflictos amorosos entre Manuel y Mía, e “Inmortal” acompañaba momentos de fraternidad entre los protagonistas.
En conjunto, Señales no solo fue la banda sonora oficial de la primera temporada, sino también un componente fundamental del fenómeno Rebelde Way, con una gira multitudinaria (tour Señales), conciertos sold out en el Teatro Gran Rex.